# Roger Sandberg
Hans Roger Sandberg, född 12 juni 1972 i Örnäset, Luleå, är en svensk före detta fotbollsspelare som numera är tränare. Han tränade senast Gefle IF från 2014 till sommaruppehållet säsongen 2016 när han fick sparken.

## Spelarkarriär
Sandbergs moderklubb är IFK Råneå och i ungdomsåren flyttade han till Piteå. Mellan 1999 och 2001 spelade han för Hammarby IF. Han var med och tog SM-guld med Hammarby 2001. Sandberg spelade dock endast de åtta första matcherna av guldsäsongen innan han var tvungen att lägga av i juli 2001. Sandberg blev tvungen att lägga ner karriären då han lider av Bechterews sjukdom, en slags reumatism som orsakar smärta i lederna och ryggen. Han spelade under sin karriär även för Piteå IF, IFK Luleå, Umeå FC och Gröndals IK.

## Tränarkarriär
Sandbergs tränarkarriär startade i Gröndals IK som spelande tränare. Han förde på två säsonger upp klubben från division 3 till division 1.  Därefter fortsatte hans tränarkarriär som assisterande tränare i IF Brommapojkarna under två säsonger.
I november 2010 blev Sandberg klar som assisterande tränare för Hammarby IF. Efter att Roger Franzén fått sparken från Hammarby tog Sandberg i augusti 2011 över som huvudtränare för klubben. Efter årsskiftet tog amerikanen Gregg Berhalter över huvudansvaret och Sandberg blev återigen assisterande tränare. I juli 2012 valde han att lämna Hammarby.
I december 2013 blev Sandberg klar som tränare för Gefle IF, vilka han skrev på ett kontrakt på 2+1 år. 2016 på sommaren fick han sparken som tränare för Gefle IF efter en dålig start och laget låg klart sist i Allsvenskan. med.

## Meriter
Hammarby IF
- Allsvenskan: 2001[9]

### Webbkällor
- Roger Sandberg på Svenska Fotbollförbundets webbplats
- ”Från division III till högsta ligan på fyra år”. kuriren.nu. 6 maj 2009. http://www.kuriren.nu/nyheter/fran-division-iii-till-hogsta-ligan-pa-fyra-ar-4857748.aspx. Läst 19 april 2014.